# Deutsches Musikarchiv

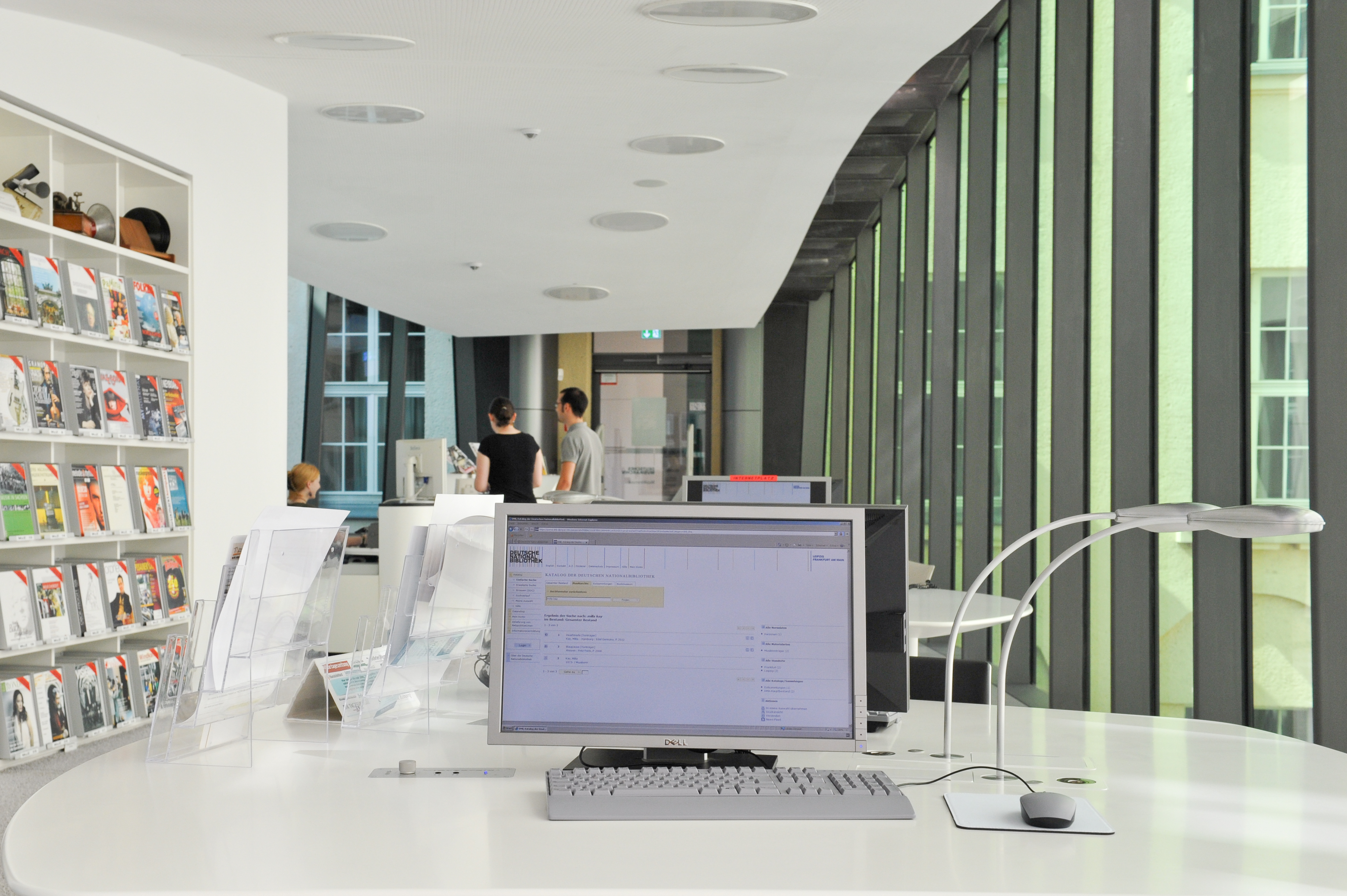
Musiklesesaal des Deutschen Musikarchivs der Deutschen Nationalbibliothek in Leipzig

Das Deutsche Musikarchiv (DMA) der Deutschen Nationalbibliothek (DNB) in Leipzig ist der zentrale Sammlungsort für veröffentlichte Notenausgaben und Musiktonträger in Deutschland. Es ist zugleich das musikbibliografische Informationszentrum Deutschlands.
Das Archiv sammelt Notenmaterialien und Tonaufnahmen und stellt diese zur Nutzung bereit. Basis der Sammlung sind die Veröffentlichungen deutscher Notenverlage und Labels. Seine Arbeit ist Teil des Auftrages der Deutschen Nationalbibliothek, „Medienwerke […] im Original zu sammeln, zu inventarisieren, zu erschließen und bibliografisch zu verzeichnen, auf Dauer zu sichern und für die Allgemeinheit nutzbar zu machen sowie zentrale bibliothekarische und nationalbibliografische Dienste zu leisten“.
Das Deutsche Musikarchiv wird seit dem 1. September 2017 von Ruprecht Langer geleitet.

## Geschichte

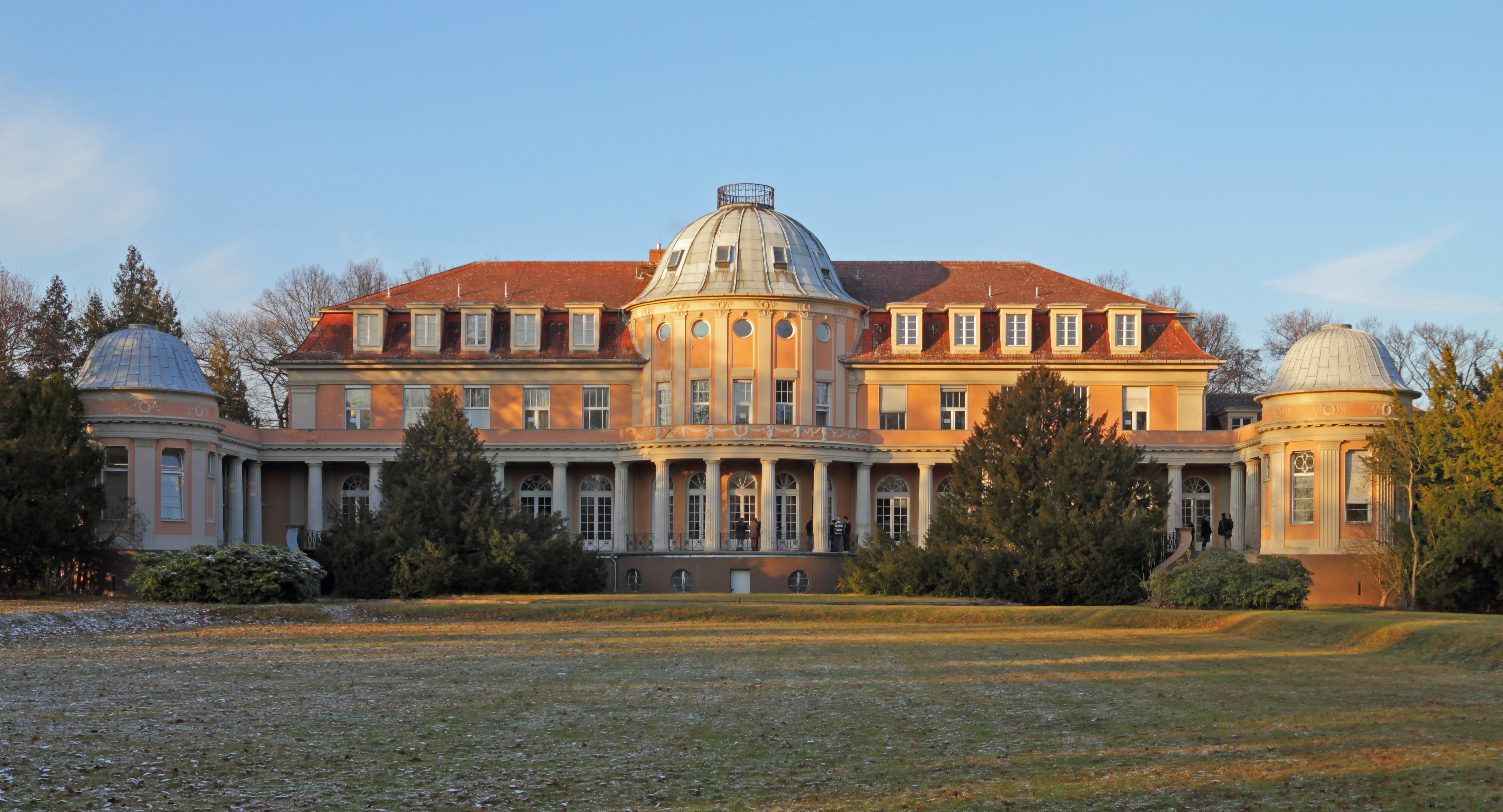
Das Musikarchiv residierte bis 2010 im Herrenhaus Correns (Siemensvilla) in Berlin-Lankwitz

Das Deutsche Musikarchiv wurde am 1. Januar 1970 in West-Berlin (Ortsteil Lankwitz) als eine Abteilung der Deutschen Bibliothek (Hauptsitz: Frankfurt am Main) gegründet. Durch die Zusammenführung der Deutschen Bibliothek und der Deutschen Bücherei (Leipzig) im Jahr 1990 zu einer gemeinsamen Organisation ist das Deutsche Musikarchiv heute eine Abteilung der Deutschen Nationalbibliothek in Leipzig.

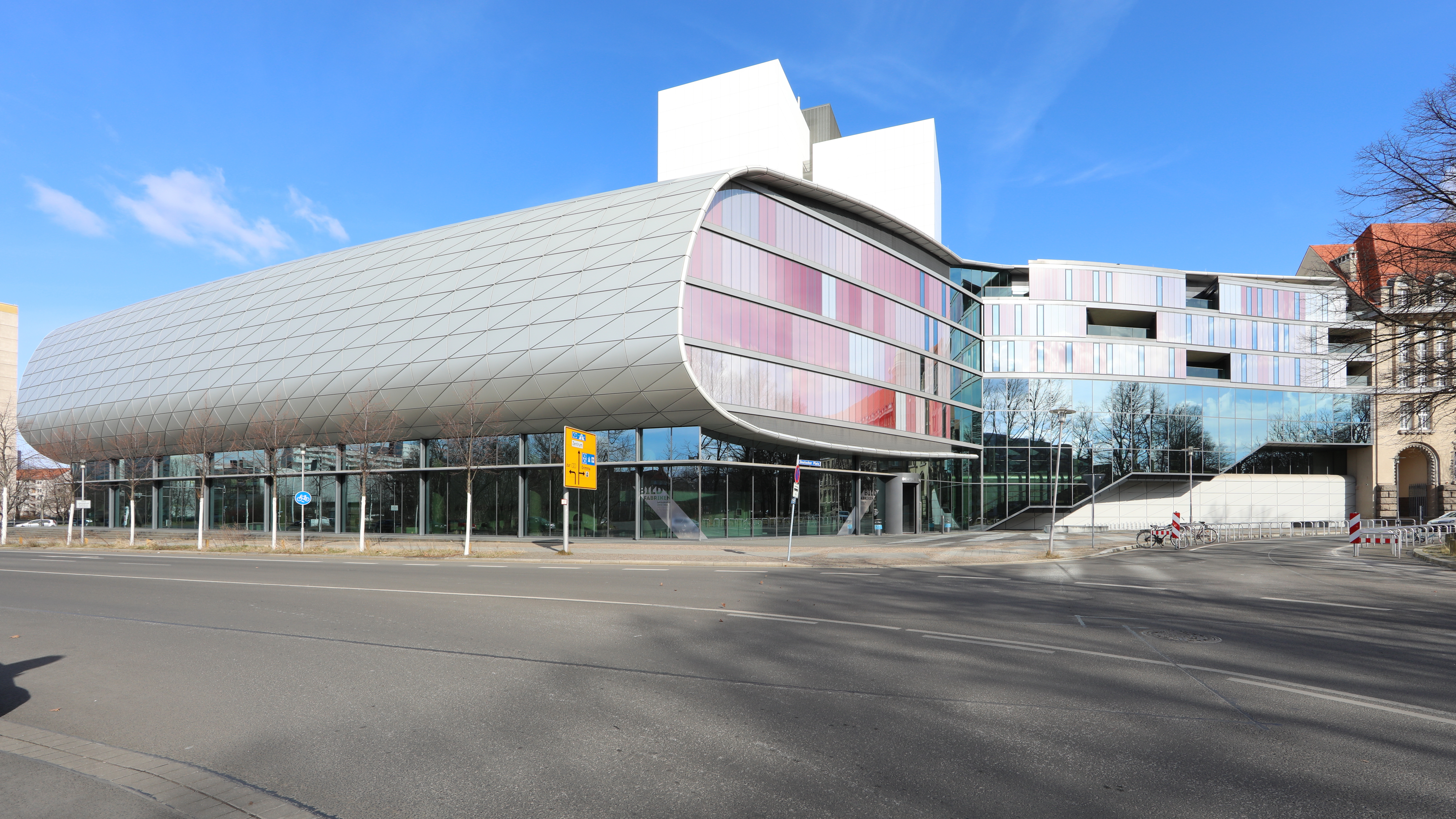
Das Musikarchiv im Erweiterungsbau der Deutschen Nationalbibliothek am Deutschen Platz in Leipzig (2018)

Bei seiner Gründung übernahm das Deutsche Musikarchiv die Bestände der Deutschen Musik-Phonothek (1961–1969). Es setzte deren Tätigkeit fort, konnte sich im weiteren Aufbau aber auf die sogenannte Pflichtablieferung von Musikalien und Tonträgern durch deren Produzenten stützen. Mit dem Inkrafttreten der Ersten Verordnung über die Pflichtablieferung von Musiknoten und Musikschallplatten an das Deutsche Musikarchiv der Deutschen Bibliothek (1. Pflichtstückverordnung Musik) vom 6. Juni 1973 am 15. Juni 1973 (BGBl. I S. 519) sind auch Musikverleger und Tonträgerhersteller verpflichtet, zwei Pflichtexemplare jeder ihrer Veröffentlichungen der Deutschen Nationalbibliothek zur Archivierung und Nutzung zu überlassen. Gemäß Einigungsvertrag vom 31. August 1990 (Anlage I Kap. II B II Anlage I Kapitel II; Sachgebiet B – Verwaltung) und der darin formulierten Änderung des Gesetzes über die Deutsche Bibliothek (von 1969) gilt: „Von jedem Druckwerk […], das im Geltungsbereich dieses Gesetzes verlegt […] hergestellt wird, ist je ein Stück (Pflichtstück) an die Deutsche Bibliothek und die Deutsche Bücherei abzuliefern.“
Im Einigungsvertrag wurden die Deutsche Bücherei (Leipzig) und die Deutsche Bibliothek (Frankfurt am Main) zusammengeführt. Sie firmierten zunächst unter dem Namen Die Deutsche Bibliothek, seit 2006 trägt die Einrichtung den Namen Deutsche Nationalbibliothek. Der Sitz des Deutschen Musikarchivs blieb bis 2010 Berlin. Seitdem ist die Abteilung in Leipzig ansässig, wo sie nach Fertigstellung des dortigen vierten Erweiterungsbaus neue Arbeits- und Magazinbereiche, den neuen Musiklesesaal, die Hörkabine mit Surroundsystem sowie den Tonstudiokomplex auf höchstem technischen Niveau erhielt. Bildeten bis dahin Tonträger ab 1970 und Musikalien ab 1973 den Sammlungsschwerpunkt, so wurden mit dem Umzug nach Leipzig auch die Musikalien- und Tonträgerbestände der Deutschen Bücherei (ab 1943) und Musikalien (ab 1935) in die Sammlung des Deutschen Musikarchivs überführt.

## Bestände
Die Tonträgersammlung geht bis in die Anfänge der Tonträgerproduktion im 19. Jahrhundert zurück. Sie umfasst somit – neben modernen digitalen Tonträgern – auch Schellackplatten, Phonographenzylinder und Klavierrollen. Während diese Materialien vor allem aus Sammlernachlässen und Ankäufen stammen, vollzog sich der Sammlungsaufbau von Medien der 1960er- und 1970er-Jahre als Teil der aktuellen Sammlungstätigkeit (vor allem durch Erhalt der Pflichtexemplare) des Deutschen Musikarchivs sowie der heute in ihm zusammengeführten Archive (darunter die Musikalien- und Tonträgersammlung der Deutschen Bücherei). Nach §§ 14 f. des Gesetzes über die Deutsche Nationalbibliothek (DNBG) sind Musikverleger und Tonträgerhersteller mit Sitz, Betriebsstätte oder Hauptwohnsitz in Deutschland zur Ablieferung von ein bzw. zwei Pflichtexemplaren an die Deutsche Nationalbibliothek und damit an das DMA verpflichtet. Seit 1993 wird ein Pflichtexemplar zur Archivierung und Benutzung an das Frankfurter Haus der Deutschen Nationalbibliothek weitergegeben. Für unkörperliche Medienwerke (Netzpublikationen) trifft eine entsprechende Ablieferungsverpflichtung diejenigen Personen und Einrichtungen, die zur öffentlichen Zugänglichmachung der Werke berechtigt sind.
1991 wurden die Bestände des Musikinformationszentrums des Verbandes der Komponisten und Musikwissenschaftler der DDR übernommen. Sie bieten einen umfassenden Überblick über vierzig Jahre Musikgeschichte der DDR und umfassen rund 10.000 Tonträger, 1.000 Noten, eine 36.000 Unterlagen umfassende Werkdatei (Kompositionen in Verbindung mit Programmheften, Presseberichten, Rezensionen und Analysen) sowie ein Fotoarchiv mit Aufnahmen von Komponisten und Interpreten.
Seit Juli 2000 ist das Deutsche Musikarchiv der Sammlungsort der GEMA-Noten. Musikverleger reichen seitdem ihr Druckexemplar im Zuge der Werkanmeldung ausschließlich beim Deutschen Musikarchiv, nicht mehr aber bei der GEMA ein. Die bis zum Jahr 2000 gesammelten GEMA-Noten (210.000 Stück) werden jetzt im Deutschen Musikarchiv aufbewahrt.
Ende 2016 verfügte das DMA über 3.058.718 Medien, davon 1.680.288 Musiktonträger, 378.893 Sprechtonträger und 999.537 Musikalien. Von den Musiktonträgern entfallen 593.277 auf opto-elektronische Medien (CDs, DVDs, SACDs), 369.861 auf Vinylplatten und andere analoge Medien (LPs, Singles, Kompaktkassetten) und 161.893 auf historische Musiktonträger (Schellackplatten, Walzen und Klavierrollen etc.).

## Benutzung
Zur Nutzung des Deutschen Musikarchivs ist ein Benutzungsausweis der Deutschen Nationalbibliothek notwendig. Nutzer der Deutschen Nationalbibliothek müssen mindestens 18 Jahre alt sein.
Vor dem Hintergrund, dass die Deutsche Nationalbibliothek als Archiv zur Sicherung und Erhaltung von Kulturgut agiert, sind auch die Bestände des Deutschen Musikarchivs ausschließlich zur Nutzung im Haus vorgesehen. Hierfür stehen der Musiklesesaal des Deutschen Musikarchivs und ein Hörstudio bereit. Das Deutsche Musikarchiv arbeitet somit nach den Grundsätzen einer Präsenzbibliothek. Einzelne Artikel oder Kapitel können auch gegen Gebühr als (digitale) Kopie bestellt werden. Im Musiklesesaal stehen 18 Audioarbeitsplätze zur Verfügung. Die Hörkabine ist mit einem Surround-System ausgestattet. Zu der Ausstattung des Musiklesesaals gehören auch an 4 Arbeitsplätzen Klaviaturen zum Anspielen von Noten. Im Musiklesesaal sind außerdem aktuelle Musikzeitschriften ausgelegt und es steht ein Handapparat einschlägiger Literatur zur Verfügung. Alle Bestände der Deutschen Nationalbibliothek sind im Musiklesesaal erhältlich. Sie sind über den Katalog der Deutschen Nationalbibliothek zu recherchieren und zu bestellen. Bestände ab 1993 werden auch im Frankfurter Haus der Deutschen Nationalbibliothek bereitgestellt.
Außerdem bietet das Musikarchiv auch weitere musikbibliografische Dienstleistungen an. Für Recherchezwecke und als Katalogisierungsinstrument
steht die Gemeinsame Normdatei mit Personennamen, Körperschaften und Werktiteln der Musik zur Verfügung. Bis 2012 betrieb das DMA die Einheitssachtitel-Datei des Deutschen Musikarchivs, die am 19. April 2012 in der Gemeinsamen Normdatei aufging. Ergänzend hat das Deutsche Musikarchiv eine Datenbank musikalischer Leihmaterialien aufgebaut, den Bonner Katalog, der im Katalog der Deutschen Nationalbibliothek laufend aktualisiert wird.
Im Foyer zum Musiklesesaal sind Exponate wie Tonträger, Noten und Tonabspielgeräte ausgestellt, die wesentliche Stationen der Produkte der Musikindustrie nachzeichnen.
Regelmäßig werden Führungen durch das DMA angeboten.